# Anne Brontë
Pour les autres membres de la famille, voir Famille Brontë.
Pour les articles homonymes, voir Brontë.
Œuvres principales
- Agnes Grey (1847)
- The Tenant of Wildfell Hall (1848)

Anne Brontë [æn ˈbɹɒnteɪ] (née le 17 janvier 1820 à Thornton et morte le 28 mai 1849 à Scarborough) est une romancière et poétesse anglaise, la plus jeune sœur de Charlotte Brontë et d'Emily Brontë.
Elle est fortement marquée par son expérience de gouvernante, qu'elle décrit en particulier dans Agnes Grey avec un fort souci de véracité, en soulignant la lourde responsabilité des parents dans le manque de rectitude morale chez les enfants de certaines familles riches.
Son second roman, The Tenant of Wildfell Hall (La Recluse de Wildfell Hall), est marqué par la déchéance de son frère Branwell. Il raconte l’histoire d’une femme qui quitte son mari abusif et débauché, et qui doit subvenir à ses propres besoins et à ceux de son jeune fils. Il est considéré comme l’un des premiers romans féministes. Publié en juin 1848, il défie la morale qui prévaut à l’époque. Charlotte Brontë empêchera la republication de l'ouvrage pour ce motif après la mort d'Anne.
Très proche de sa sœur Emily, au point qu'on les a comparées à des jumelles, elle participe avec elle au cycle du Gondal.

## Biographie

### L'expérience prématurée de la mort
Anne naît dans le village de Thornton, dans le Yorkshire, dernière de six frères et sœurs, destinés à être l'une des plus célèbres familles littéraires de Grande-Bretagne, la famille Brontë.
Sa mère, Maria Branwell Brontë, meurt probablement d'un cancer de l'utérus un an plus tard, en 1821, après l'installation de la famille à Haworth, où leur père, Patrick Brontë, a été nommé vicaire perpétuel. Dans sa petite enfance, ses deux sœurs aînées, Maria et Elizabeth, meurent de la tuberculose (beaucoup de choses ont été écrites sur l'influence de ces décès sur les enfants et sur leurs futurs écrits).
Leur père, Patrick Brontë, et leur tante maternelle, Elizabeth Branwell, décident de laisser aux enfants une grande liberté.

### Les royaumes imaginaires deGlass Town, puis deGondal
Un cadeau, offert par leur père à Branwell (douze soldats de bois), en juin 1826, stimule leur imagination : à partir de décembre 1827, Charlotte, Emily, Anne et leur frère Branwell commencent à créer des mondes imaginaires, avec la « confédération de Glass Town », qu'ils mettent en scène dans des récits, des poèmes, des articles de journaux, des pièces de théâtre.
En 1831, Charlotte les quitte pour poursuivre ses études chez Miss Wooler à Roe Head. Emily et Anne font alors sécession et créent le pays de Gondal, plus rude et plus austère qu'Angria, et dirigé par une femme, Augusta Geraldine Almeda. Le nouveau cycle est mené parallèlement par Emily et par Anne, malgré leurs séparations fréquentes. Anne, en effet, est longtemps gouvernante dans plusieurs familles. C'est dans le cadre de Gondal que la plupart de leurs poèmes sont élaborés.
Les sœurs d'Anne Brontë, Charlotte et Emily, sont elles aussi des autrices et poétesses. Les poèmes d'Anne sont publiés, en même temps que les leurs, en 1846, sous le pseudonyme d'« Acton Bell ».

### Mort
Gouvernante à moins de 19 ans, elle est remerciée de son premier emploi au bout de deux trimestres. Puis elle trouve une place chez le révérend Edmund Robinson, qui a trois filles et un fils de neuf ans, chez lequel elle demeure quatre ans. Peu après la mort de son frère Branwell et de sa sœur Emily en septembre et décembre 1848, Anne Brontë meurt en mai 1849, de la tuberculose comme son frère et ses quatre sœurs, dans la station balnéaire de Scarborough, dans le Yorkshire, où elle s'est rendue accompagnée de Charlotte et de Ellen Nussey, avec l'espoir que l'air marin lui ferait du bien. Elle a été enterrée dans le cimetière de St Mary's à Scarborough.
D'après sa sœur Charlotte, Anne avait un esprit empreint de religiosité, une nature sensible, habitée par une certaine mélancolie. Plutôt réservée, elle masquait ses pensées et ses sentiments sous une sorte de « voile de nonne rarement soulevé ».

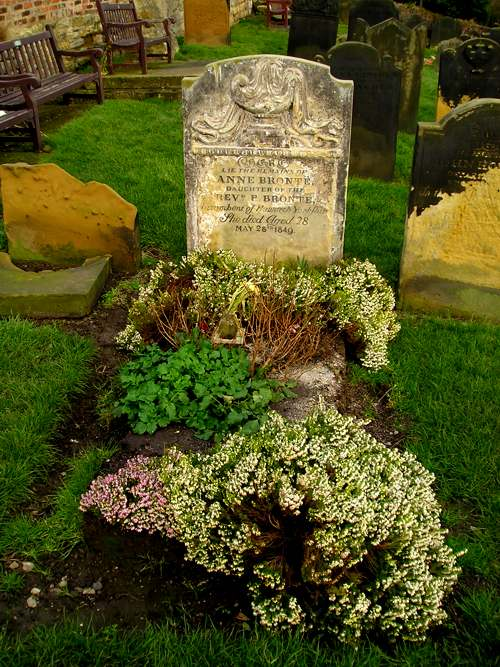
Tombe d'Anne Brontë à St Mary's Churchyard.

## Inspiration
Les influences littéraires révélées par Agnes Grey et The Tenant of Wildfell Hall sont beaucoup moins nettes que dans les œuvres de ses sœurs : ses deux romans sont largement fondés sur son expérience de gouvernante pour le premier et sur le spectacle de la déchéance de son frère Branwell Brontë pour le second. De plus, ils s'appuient sur un certain réalisme et tentent de présenter les faits racontés sans travestissement. Anne est, en effet, habitée par la conviction, héritée de son père et de son enseignement biblique, qu'un livre doit offrir une leçon morale exemplaire.
Outre l'éducation donnée par Patrick Brontë, Anne subit aussi l'influence de sa tante, Elizabeth Branwell qui est une ardente Méthodiste. Sa rigueur morale, son sens très Wesleyien de l'amélioration personnelle par l'effort et l'étude sont transmis à tous les membres de la famille et trouvent un écho particulier chez la plus jeune des sœurs.
L'œuvre d'Anne laisse également transparaître l'influence de Walter Scott et des romans gothiques d'Ann Radcliffe, d'Horace Walpole, de Gregory « Monk » Lewis ou de Charles Maturin, mais de façon beaucoup moins nette que chez Charlotte et Emily.

## Œuvres
- Poèmes par Currer, Ellis et Acton Bell, 1846
- Agnes Grey, 1847
- La Recluse de Wildfell Hall (The Tenant of Wildfell Hall), 1848

### Romans

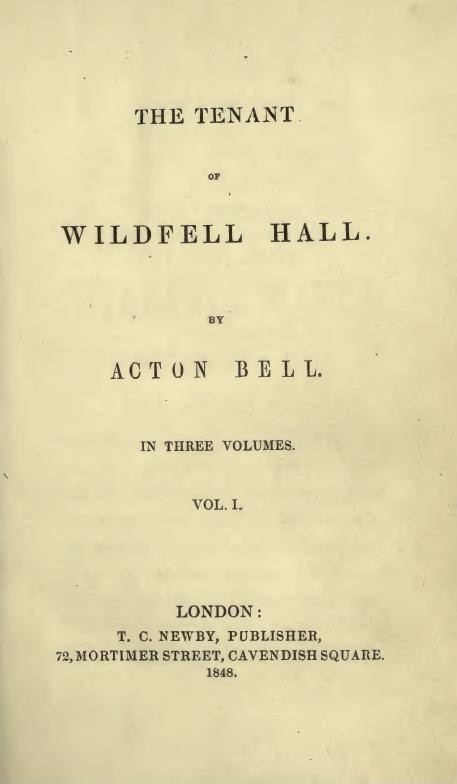
Page de titre de La Recluse de Wildfell Hall.

Moins célèbre que ses deux aînées, elle est l'autrice de deux romans réalistes. Agnes Grey (1847), livre largement autobiographique écrit à la première personne où elle raconte l'histoire de la fille cadette d'un pasteur qui doit gagner sa vie comme gouvernante. La question traitée du problème, assez commune à l'époque, concerne les femmes des classes bourgeoises les moins fortunées ne pouvant espérer un mariage convenable et ne pouvant compter que sur une place de gouvernante pour subvenir à leurs besoins. L'intrigue est de construction simple, mais révèle déjà une satiriste de premier ordre. Dans la lignée de Jane Austen, et comme sa sœur Charlotte Brontë, Anne Brontë aura été parmi les premiers romanciers à mettre en scène une héroïne sans beauté.
La Recluse de Wildfell Hall (The Tenant of Wildfell Hall, 1848) est un ouvrage de structure plus complexe, où se mêlent d'une part le récit, par Gilbert Markham, sous la forme d'une lettre à un ami, de ses amours avec Helen Graham de Wildfell Hall et d'autre part, inséré dans le premier, sous la forme d'un journal intime, le calvaire d'Helen, devenue Huntingdon, épouse d'un mari débauché et alcoolique. Le livre se vend bien, surtout par le scandale que suscite son réalisme et l'attitude de l'épouse. Helen, en effet, se rebelle contre son mari, lui refusant l'accès à sa chambre, avant de prendre la fuite avec leur enfant, ce qui à l'époque est tout à fait illégal. On peut y voir une sorte de réplique aux romans de ses sœurs, où la présentation du vice est plus romanesque ; dans sa préface à la seconde édition, Anne déclare : « si je puis attirer l'attention du public de quelque façon que ce soit, je préfère lui chuchoter quelques saines vérités que d'innombrables fadaises ».

### Poèmes
Ses poèmes sont essentiellement lyriques ; elle y exprime l'ennui et la nostalgie qu'elle ressent loin de Haworth, et une bonne partie d'entre eux sont d'inspiration religieuse.
Un poème d'Anne
(le dernier qu'elle ait écrit)
| Last Lines A dreadful darkness closes in On my bewildered mind; O let me suffer and not sin, Be tortured yet resigned. Through all this world of blinding mist Still let me look to thee, And give me courage to resist The Tempter, till he flee. Weary I am — O give me strength, And leave me not to faint: Say thou wilt comfort me at length And pity my complaint. […] If thou shouldst bring me back to life, More humbled I should be, More wise, more strengthened for the strife, More apt to lean on thee. Should Death be standing at the gate, Thus should I keep my vow; But hard whate'er my future fate, So let me serve thee now. | « Derniers vers » : strophes 1, 2, 3 et 16, 17 Une ombre effrayante enserre Mon esprit tout effaré Ô que je puisse souffrir sans pécher, Endurer la torture et me résigner À travers ce vaste monde de brumes aveuglantes Encore vers toi, fais que je porte mon regard, Et accorde-moi le courage de résister Au Tentateur, pour qu'enfin il s'enfuie. Lasse est mon âme - Ô accorde-moi La force de ne point défaillir : Dis-moi qu'enfin ton réconfort je recevrai, Et qu'aussi ta pitié écoutera ma plainte. [...] Si tu devais me ramener à la vie, Encore plus humble je serais, Plus sage, et plus forte pour faire front, Et plus à même de m'appuyer sur toi. Si la Mort devait à la porte m'attendre, Ainsi respecterais-je mon vœu ; Mais si dur que soit le destin qui m'attend, Fais que je puisse dès à présent te servir. |

## Anne Brontë dans la culture populaire
- Dans le film La Vie passionnée des sœurs Brontë, réalisé par Curtis Bernhardt et sorti en 1946, le rôle d'Anne Brontë est interprété par Nancy Coleman .
- Dans le film Les sœurs Brontë, réalisé par André Téchiné et sorti en 1979, Anne Brontë est incarnée par Isabelle Huppert.
- Dans le téléfilm La Vie des sœurs Brontë (To Walk Invisible: The Brontë Sisters), réalisé par Sally Wainwright et sorti en 2016, Anne Brontë est incarnée par Charlie Murphy.
- Dans le film Emily, réalisé par Frances O'Connor et sorti en 2022, Anne Brontë est jouée par Amelia Gething.